# Kenneth Kennedy
Kenneth George „Ken” Kennedy (ur. 6 września 1913 w Sydney, zm. 20 sierpnia 1985 tamże) – australijski panczenista, uczestnik igrzysk olimpijskich w Garmisch-Partenkirchen, pierwszy w historii reprezentant Australii na zimowych igrzyskach olimpijskich, hokeista na lodzie.
Przed startem olimpijskim mieszkał w Anglii. W 1935 i 1936 roku został mistrzem Wielkiej Brytanii w łyżwiarstwie szybkim na dystansach 880 jardów i 1 mili. Od 1934 roku był hokeistą drużyny Birmingham Maple Leafs, z którą zwyciężył w angielskiej lidze hokejowej w 1936 roku.
W lutym 1936 roku został pierwszym w historii reprezentantem Australii na zimowych igrzyskach olimpijskich. Wystąpił w trzech konkurencjach łyżwiarskich – w biegu na 500 m zajął 29. miejsce, a w biegach na 1500 i 5000 m był 33. We wszystkich trzech startach ustanowił swoje rekordy życiowe, uzyskując 47,4 s na 500 m, 2 min 31,8 s na 1500 m i 9 min 48,9 s na 5000 m.
Podczas II wojny światowej służył w Royal Air Force. Po wojnie nadal związany był ze sportem. Jako działacz sportowy pełnił funkcję prezydenta Australijskiej Federacji Hokeja na Lodzie w latach 1952–1964. Prowadził również sklep ze sprzętem łyżwiarskim w Sydney. W 1946 poślubił Joyce Elizabeth Rae.
Zmarł w 1985 roku w Sydney. Rok po śmierci został wpisany do Sport Australia Hall of Fame.

## Osiągnięcia

### Igrzyska olimpijskie
| Konkurencja    | Czas   | Strata  | Miejsce | Źródło |
| -------------- | ------ | ------- | ------- | ------ |
| Bieg na 500 m  | 47,4   | +4,0    | 29.     | [ 4 ]  |
| Bieg na 1500 m | 2:31,8 | +12,6   | 33.     | [ 5 ]  |
| Bieg na 5000 m | 9:48,9 | +1:29,3 | 33.     | [ 6 ]  |